# Fatele
Fatele ist ein traditioneller Tanzstil von Tuvalu. Zusammen mit Fakanau und Fakaseasea bildet er die musikalische Tradition von Tuvalu.
Fatele, in seiner heutigen Form, wird bei Gemeinschaftsfeiern und bei Festen für hochrangige Anführer und prominente Personen aufgeführt, zum Beispiel anlässlich des Besuchs des Duke und der Duchess of Cambridge im September 2012.
Der Tanz hat moderne Elemente aufgenommen und kann als „Mikrokosmos von Polynesien, wo zeitgenössische und ältere Stilelemente koexistieren“ beschrieben werden.

## Tradition
Der traditionelle fatele wurde im Sitzen oder Knien von fünf oder sechs unverheirateten Frauen getanzt, die zum Gesang Arme, Hände und Oberkörper bewegten; die Männer und verheirateten Frauen bildeten den Chor. Die heute beliebteste Form ist jedoch eine, die durch europäische Melodien und Harmonien angereichert ist und als Wettbewerb ausgetragen wird, jede Insel ist dabei in zwei Lager aufgeteilt. Lyrische Wortwahl ist ein wichtiger Bestandteil der Tradition. Gewöhnlich beginen dabei die älteren Männer mit einem Lied im Versammlungshaus (maneapa), dieses Lied wird dann schrittweise Lauter, wenn es immer wiederholt wird und die anderen einstimmen. Leere Dosen oder Holzkisten (Teekisten) werden als Rhythmusinstrumente benutzt.

## Tracht
Zum Tanz wird gewöhnlich das Te titi tao getragen, ein traditionelles Hemd das über dem titi kaulama getragen wird, sowie Oberteile (teuga saka), Kopfbinden, Armbänder und Handgelenks-Bänder.

## Moderne Entwicklungen des fatele

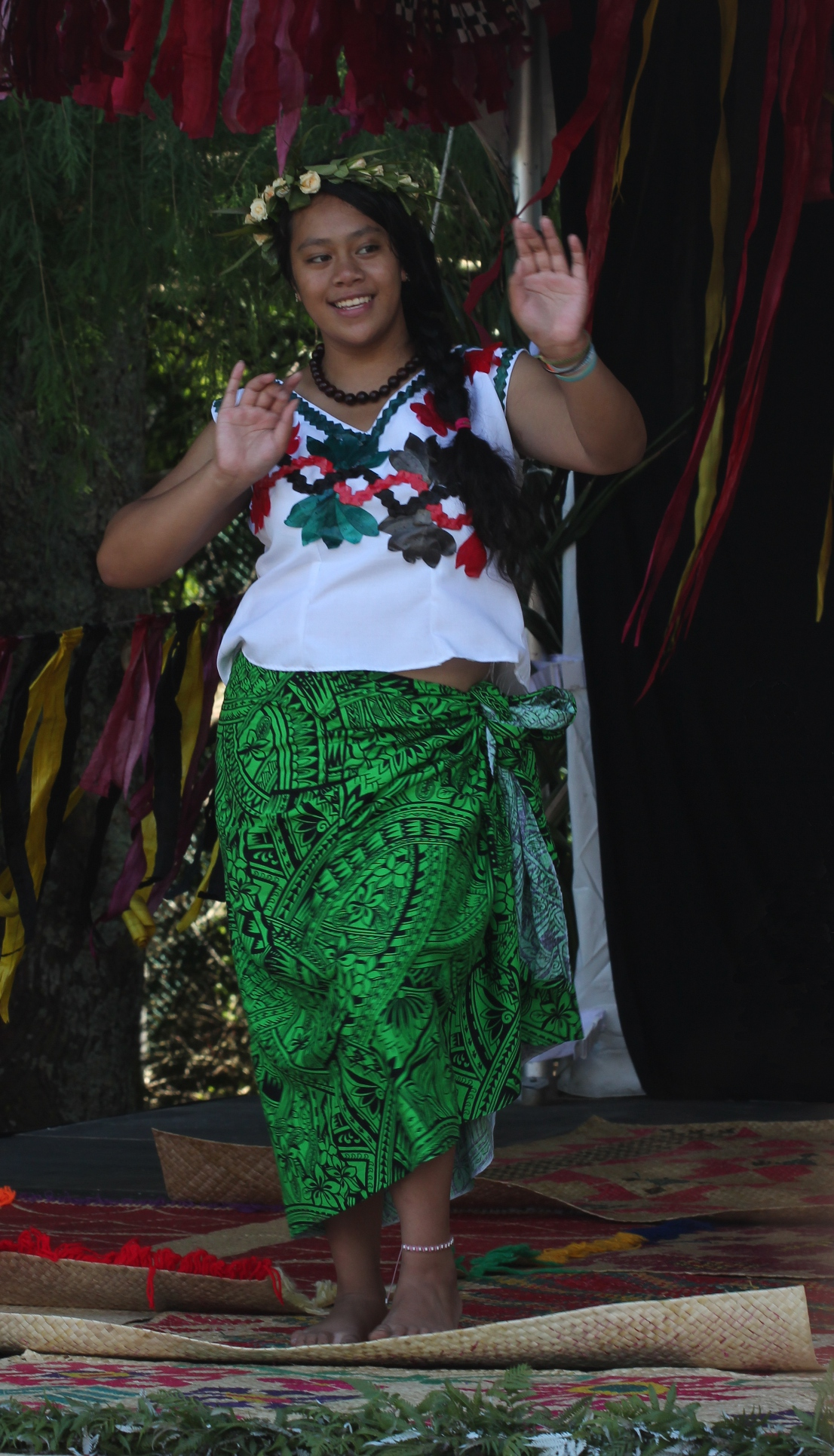
Eine tuvaluer Tänzerin beim Pasifika Festival in Auckland.

Unter dem Einfluss samoanischer Missionare, die von der London Missionary Society ab den 1860ern nach Tuvalu entsandt wurden, wurden die Traditionen zurückgedrängt, die mit einheimischen Religionen oder Magie zu tun hatten. Das Schwingen in rhythmischer Tanzmusik galt bei den Missionaren als erotisch und die meisten traditionellen Tänze wurden verboten. Da die Tänze auch religiöse Bedeutung haben galt das Verbot sogar doppelt. Im 20. Jahrhundert ging der Einfluss der Missionare wieder zurück und die Tanztradition des siva aus Samoa wurde populär und beeinflusste die Entwicklung des modernen fatele. Samoanischer Tanz stellt den einzelnen Tänzer in den Vordergrund. Jeder Tänzer erhält mehr Platz und kann mit Schritten und Armbewegungen freier umgehen.
Anfang der 1960er machte der Anthropologe Gerd Koch Aufnahmen von traditionellen Liedern auf den Atollen Niutao, Nanumaga und Nukufetau. Diese Lieder wurden 1964 in einer musikologischen Publikation besprochen, und eine Auswahl der Lieder wurde 2000 als Songs of Tuvalu veröffentlicht, zusammen mit zwei CDs der Aufnahmen. Die Choreographie des fatele, welcher von Koch aufgenommen worden war, zeigt deutliche Einflüsse der Mission, obwohl sich Koch bemühte mit den älteren Mitgliedern der Gemeinschaften zusammenzuarbeiten um Musik zu erhalten und aufzunehmen, die Unbeeinflusst von den Ideologien der Missionare sei.

## Moderner fatele
Beim modernen fatele tanzen die Frauen im Stehen und in Reihen; die Männer sitzen den Tänzerinnen gegenüber und schlagen mit ihren Händen den Takt auf den Bodenmatten oder auf den Kisten. Die Tänzerinnen stellen die Geschichte dar, die erzählt wird und die Musik steigert sich zum Ende um dann abrupt zu enden. Die Festlichkeiten, – auch kirchliche Festivals und Hochzeiten –, bei denen fatele aufgeführt werden können Stundenlang andauern. Die Tradition des fatele ist eine gemeinsame Tradition mit der Musik von Tokelau.